# My Bonnie (album de Tony Sheridan)
Pour les articles homonymes, voir My Bonnie.
 (avril 2020).
Albums de Tony Sheridan
Just a Little Bit of Tony Sheridan
(1964)
Singles
1. My Bonnie / The Saints
Sortie : 23 octobre 1961

My Bonnie est un album du guitariste et chanteur britannique Tony Sheridan publié en Allemagne de l'Ouest en juin 1962. Tous les musiciens qui participent à l'enregistrement de cet album sont crédités au nom The Beat Brothers bien que sur deux chansons, on entende les Beatles. L'album est réalisé par le chef d'orchestre et producteur allemand Bert Kaempfert.

## Historique
Les chansons My Bonnie et The Saints, sorties en 45 tours le 23 octobre 1961 en Allemagne de l'Ouest, ont été enregistrées le 22 juin par Sheridan accompagné du groupe rock britannique The Beatles, encore inconnu du grand public, mais rebaptisés the Beat Brothers pour l'occasion. À cette époque, ce groupe débutant consistait de John Lennon et Paul McCartney à la guitare rythmique, George Harrison à la guitare solo, Pete Best à la batterie et Stuart Sutcliffe à la basse. Pour cet enregistrement, bien que présent en studio, ce dernier cède sa place et son instrument à McCartney. Cinq autres titres ont été enregistrés lors de cette séance mais, outre Cry for a Shadow et Why qui seront publiées en France sur le maxi 45 tours Mister Twist en 1962 et en Allemagne de l'Ouest l'année suivante dans une autre configuration, les autres enregistrements n'ont été publiés qu'en 1964, au moment de la Beatlemania.
À part ces deux titres déjà parus en single, toutes les autres chansons entendues dans cet album, dont Sweet Georgia Brown, ont été enregistrées le 21 décembre 1961 par Sheridan avec Roy Young au piano, Colin Melander à la basse, Ricki Barnes au saxophone et Jimmy Doyle ou Johnny Watson à la batterie reprenant le nom Beat Brothers. Tout de même, sur l'endos de la pochette d'origine, on note d'un astérisque les deux titres enregistrés par les Beatles et on inscrit au bas, en petites lettres, le nom du groupe britannique. La photo de la pochette est de Astrid Kirchherr.
Cet album est réédité en décembre de l'année suivante avec le titre Twist-Club II (FI 46 612) avec, sur la pochette, la mention « Let's Do the Madison Twist Locomotion Slop Hully Gully Monkey » . Cette réédition fait partie d'une collection de deux 33 tours pour ados publiés par Polydor couplé à un album crédité, pour des raisons contractuelles, aux Shakers, pseudonyme d'un autre groupe de Liverpool de passage à Hambourg, Kingsize Taylor and the Dominoes (en),.

### Sweet Georgia BrownetSwanee River
Lors d'une seconde et dernière séance d’enregistrement réalisée par Kaempfert le 24 mai 1962, les Beatles réenregistrent, toujours pour Sheridan, les chansons Swanee River (dont la bande sera rapidement perdue) et Sweet Georgia Brown. Le réalisateur n'a jamais donné d'explication dans son choix de faire réenregistrer ces deux titres, mais il est probable qu'il voulait en tirer un 45 tours. Absent lorsque ces chansons sont mises en boîte, le chanteur enregistre les paroles de Sweet Georgia Brown le 7 juin suivant et cette nouvelle version est publiée en Allemagne de l'Ouest sur le E.P. Ya Ya en octobre de la même année. Cet E.P. possède le même enregistrement de la chanson Skinny Minny (en) [sic] qui se trouve sur le 33 tours My Bonnie.
En 1964, Sheridan reprend la captation des paroles, cette fois modifiées pour y inclure une allusion aux Beatles, alors que ce groupe britannique est au sommet de la gloire. C'est cette version qui est utilisée dans l'album The Beatles' First ! qui compile les huit chansons enregistrées à Hambourg avec les Beatles.

## Utilisation subséquente de ces enregistrements
Pour étoffer la liste des chansons de la compilation des huit titres enregistrés à Hambourg par les Beatles, l'enregistrement de Ready Teddy est réutilisé en 1984 sur l'album The Early Tapes of the Beatles, la version CD de l'album The Beatles' First !, et les chansons Let's Twist Again et Top Ten Twist sont rajoutées au disque stéréo de l'édition The Beatles' First ! Deluxe Edition en 2004[réf. nécessaire].

## Liste des titres
L'astérisque indique une chanson enregistrée avec les Beatles.
| A1. | My Bonnie *                  | Traditionnelle ; arr. de Bertie et Sheridan            | 2:41 |
| A2. | Skinny Minny (en) [sic]      | Bill Haley, Rusty Keefer, Milt Gabler, Catherine Cafra | 3:07 |
| A3. | Whole Lotta Shakin' Goin' On | Dave Williams, Sonny David                             | 2:09 |
| A4. | I Know Baby                  | Sheridan                                               | 2:56 |
| A5. | You Are My Sunshine          | Jimmie Davis, Charles Mitchell                         | 2:26 |
| A6. | Ready Teddy                  | Robert Blackwell, John Marascalco                      | 2:01 |

| B1. | The Saints *             | James Milton Black, Katharine Purvis, arr. de Bertie et Sheridan | 3:18 |
| B2. | Hallelujah I Love Her So | Ray Charles                                                      | 2:09 |
| B3. | Let's Twist Again        | Kal Mann, Dave Appell, Buchenkamp                                | 2:40 |
| B4. | Sweet Georgia Brown      | Bernie, Pinkard, Casey                                           | 2:28 |
| B5. | Swanee River             | Stephen Foster                                                   | 2:54 |
| B6. | Top Ten Twist            | Homsen, Bones, Sheridan, Lüth                                    | 2:52 |